# Amata acrospila
Amata acrospila är en fjärilsart som beskrevs av Felder 1874. Amata acrospila ingår i släktet Amata och familjen björnspinnare. Inga underarter finns listade i Catalogue of Life.